# Clément Maurice
Pour les articles homonymes, voir Maurice.
Clément Maurice, nom d'artiste de Clément-Maurice Gratioulet, est un photographe, réalisateur, producteur de film et scénariste français, né le 22 mars 1853 à Aiguillon (Lot-et-Garonne) et mort le 15 juillet 1933 à Sanary-sur-Mer (Var). 

## Parcours
D'abord employé des usines Lumière, où il entre en 1894, il devient photographe portraitiste à Paris, où il s'installe dans l'atelier d'Antoine Lumière au 8 boulevard des Italiens, au-dessus du Théâtre Robert-Houdin, proprieté du futur cinéaste Georges Méliès. Ceci et cela lui permettent d'entrer dans le milieu du cinématographe. Le 30 janvier 1901, son atelier est détruit par un incendie.
En 1897, il est le photographe pour l'édition PARIS, Paris en plein Air, de la série Le Beau Pays de France, Bibliothèque universelle en couleurs.

Quelques photos du livre Paris en plein air (1897)
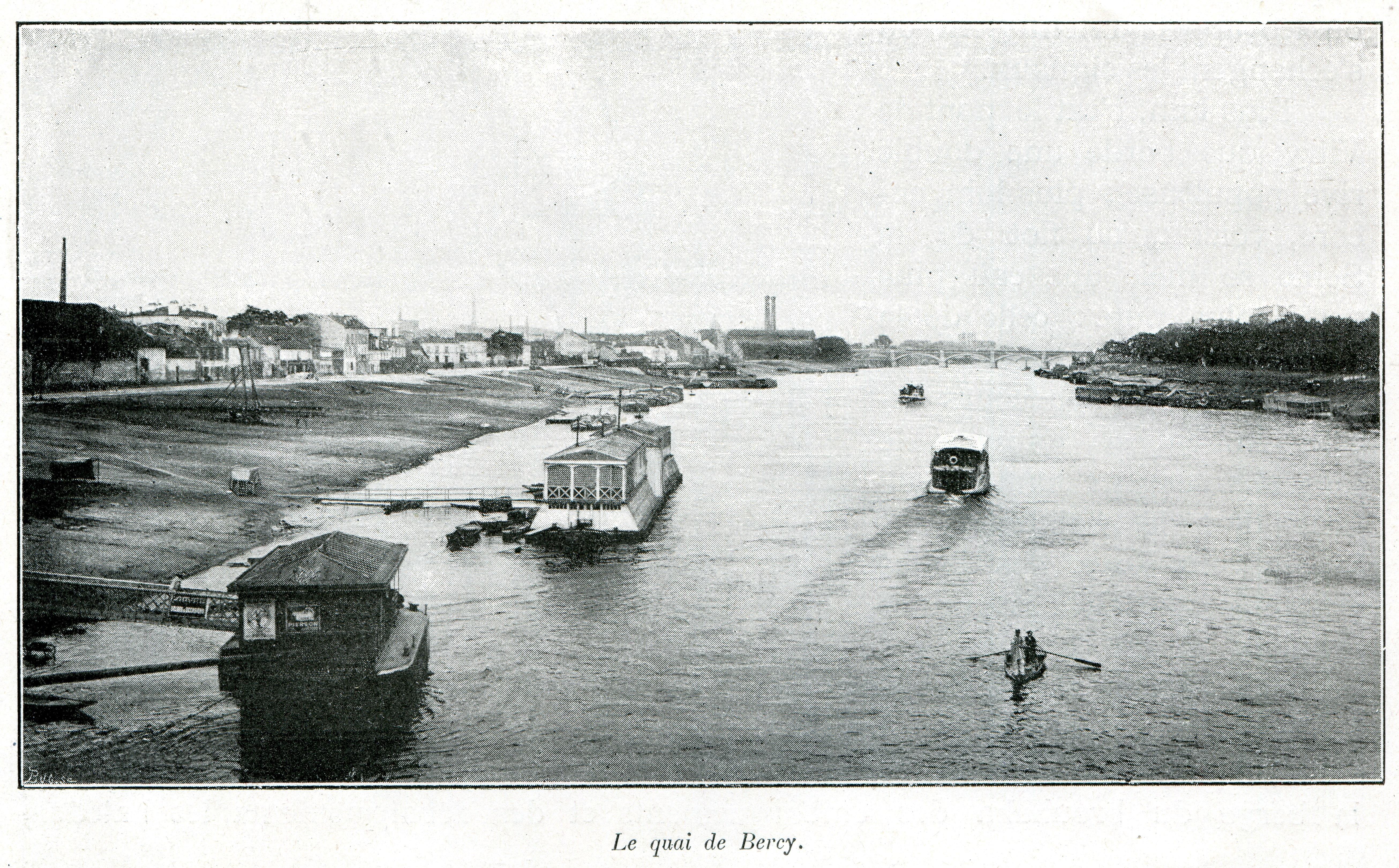
Le quai de Bercy.
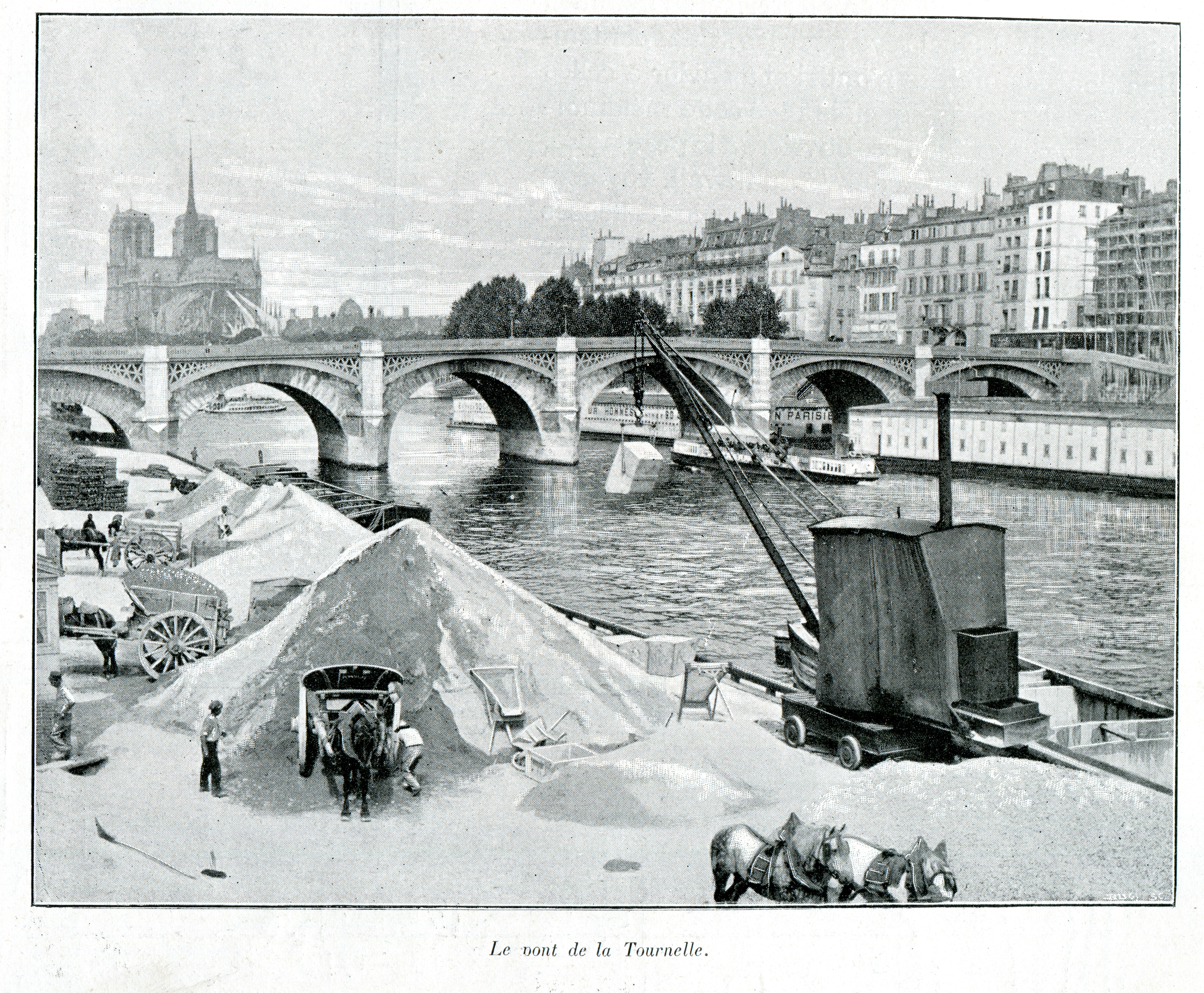
Le pont de la Tournelle.
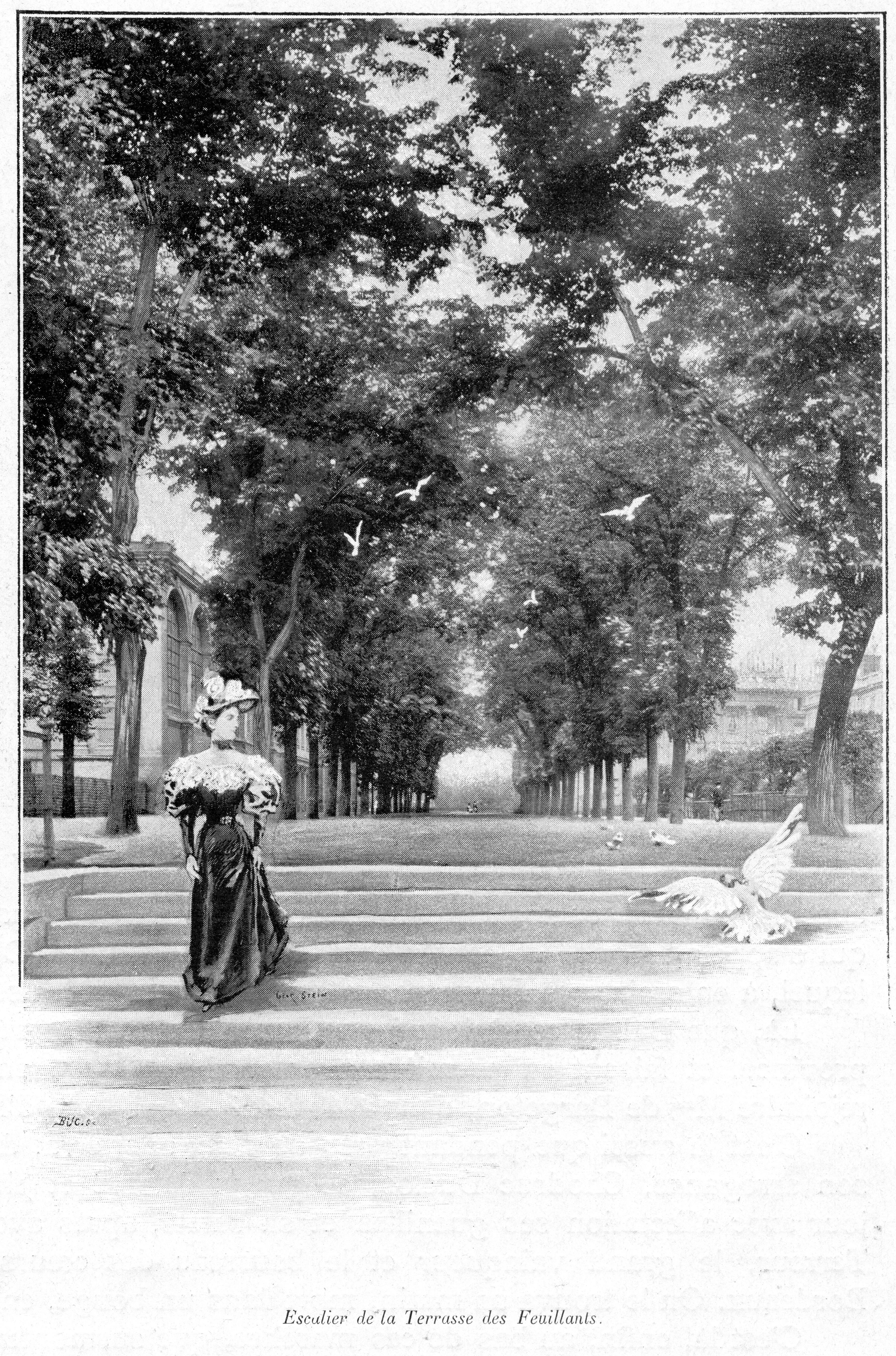
Escalier de la terrasse des Feuillants.
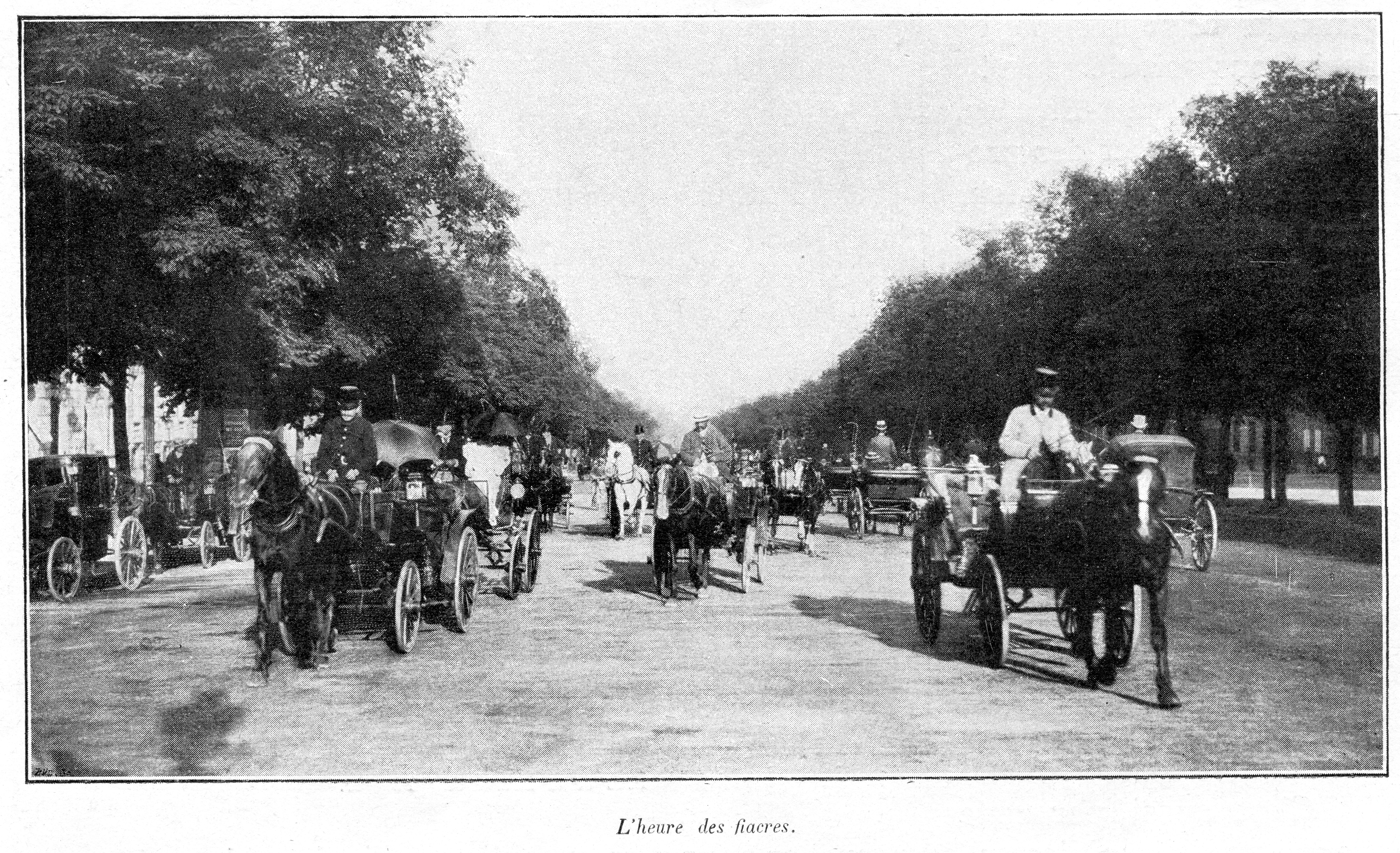
L'Heure des fiacres (Champs-Élysées).
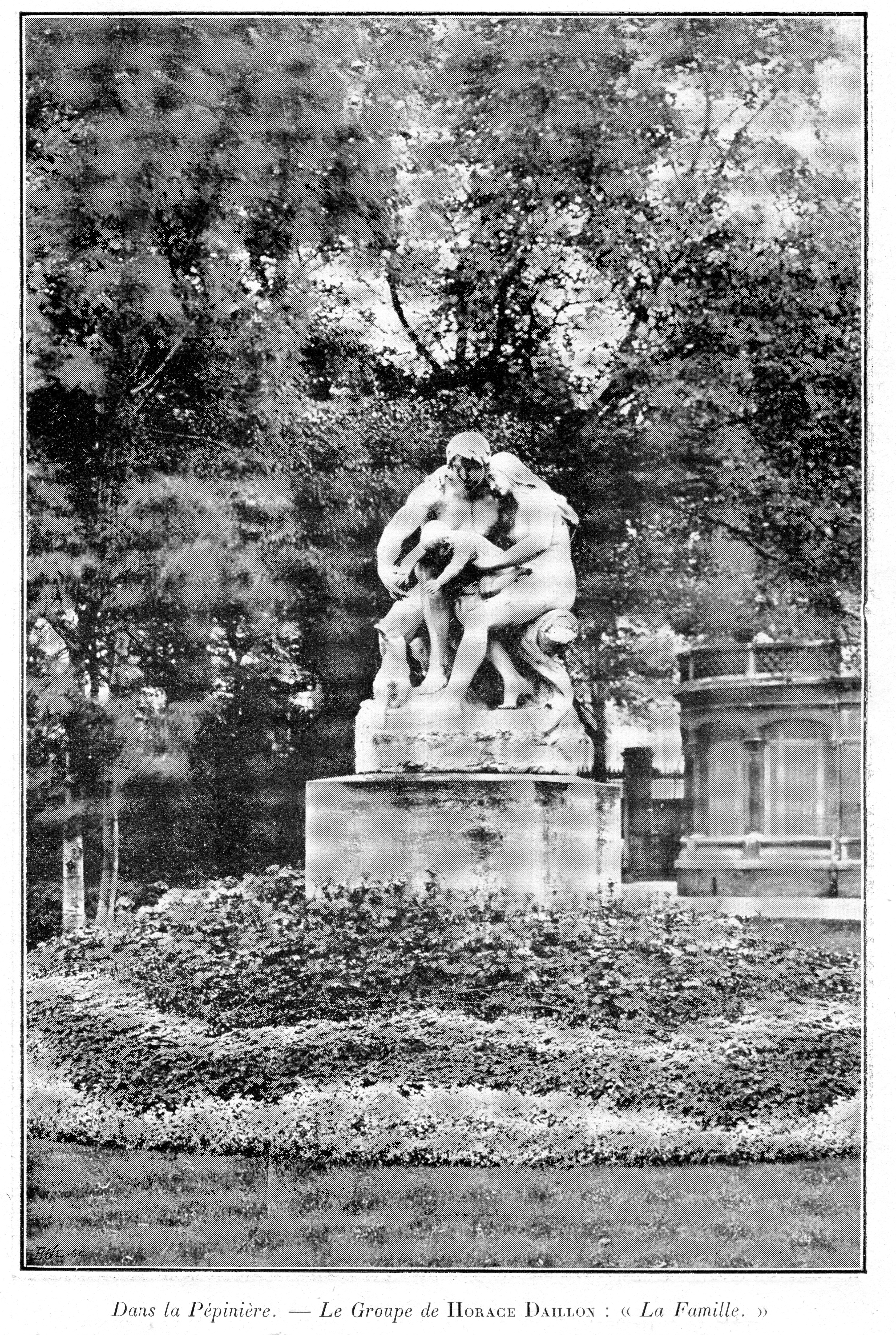
Dans la Pépinière, Le Groupe de Horace Daillon : « La Famille ».
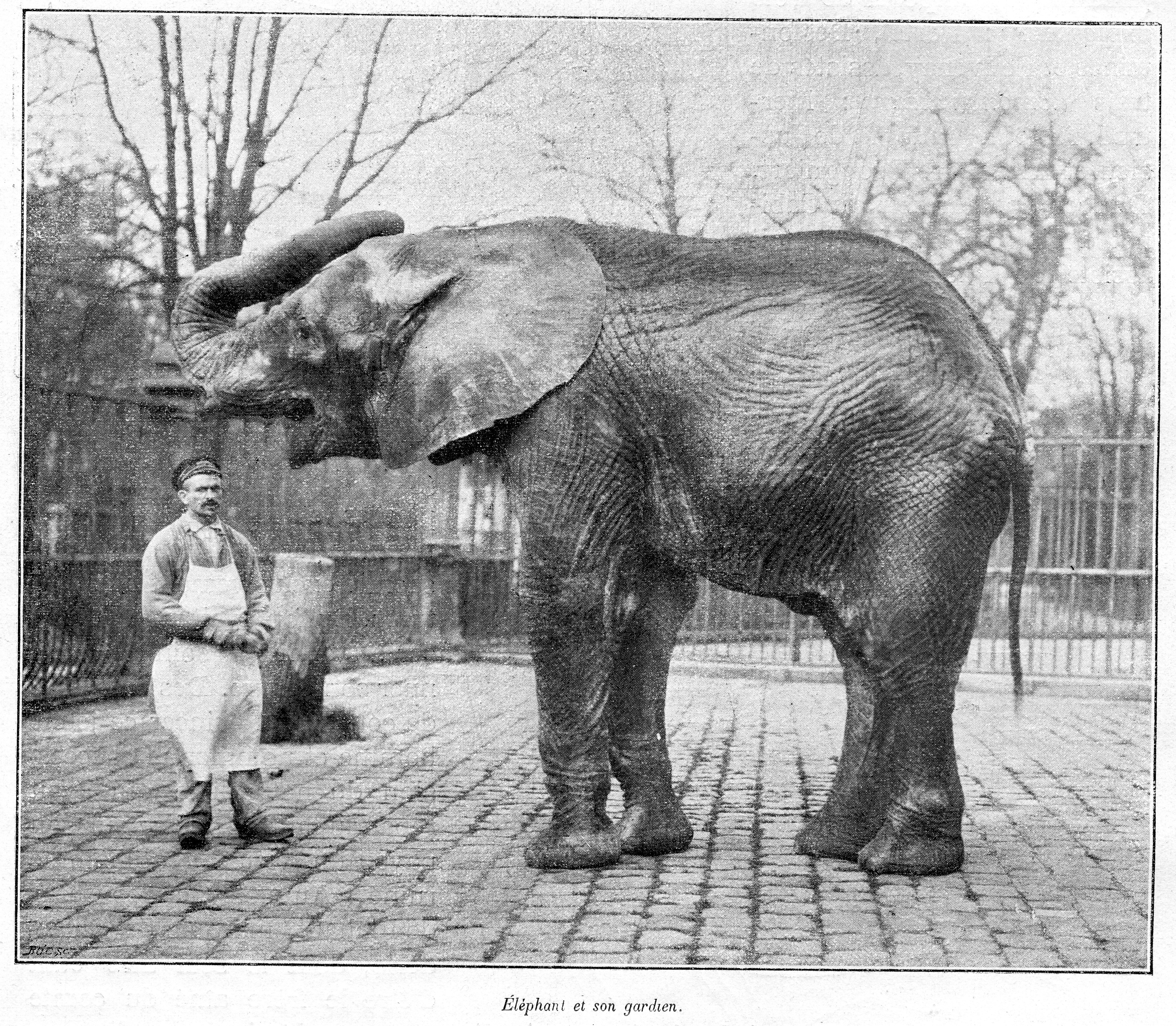
Éléphant et son gardien (jardin des Plantes).
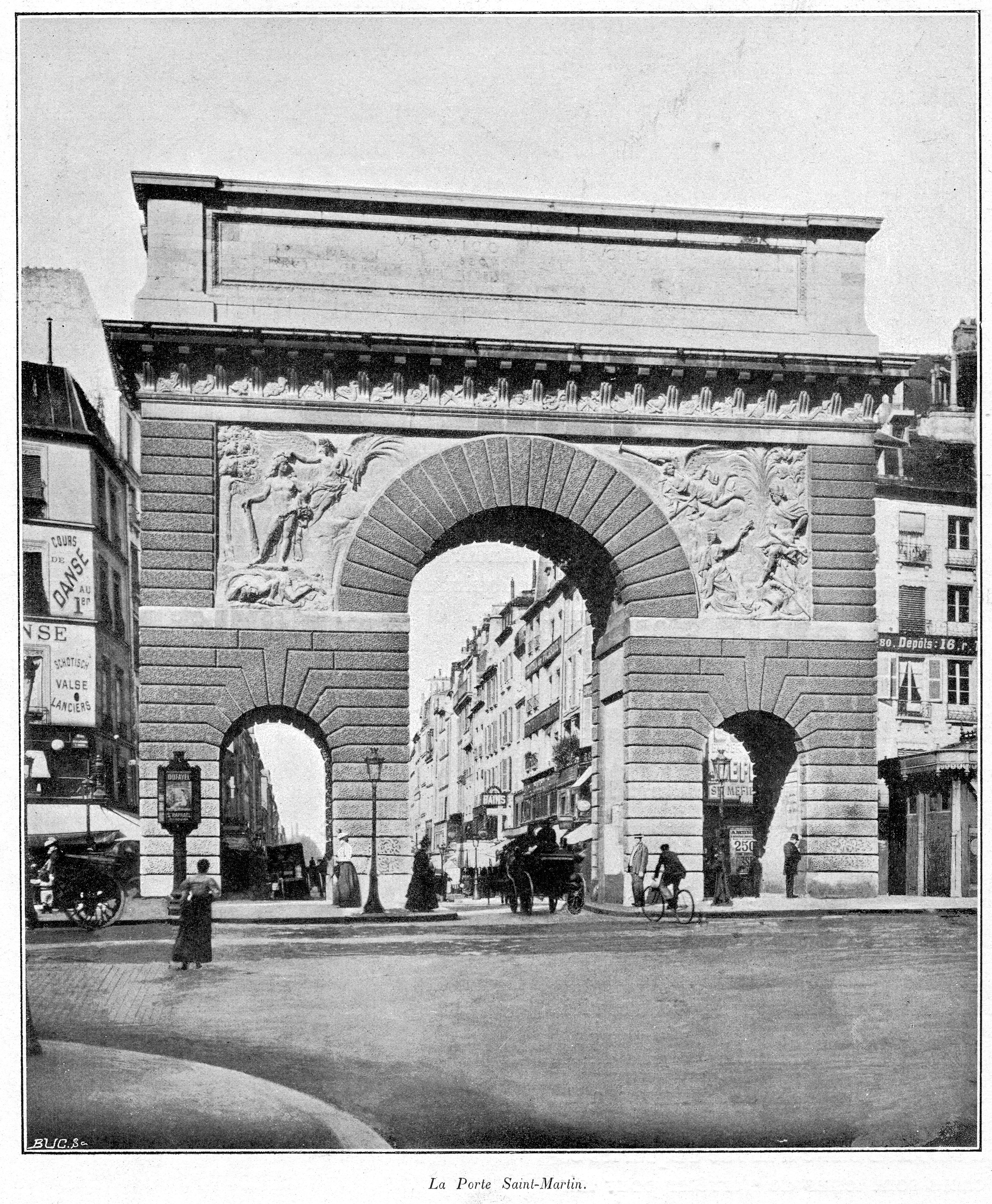
Porte Saint-Martin.
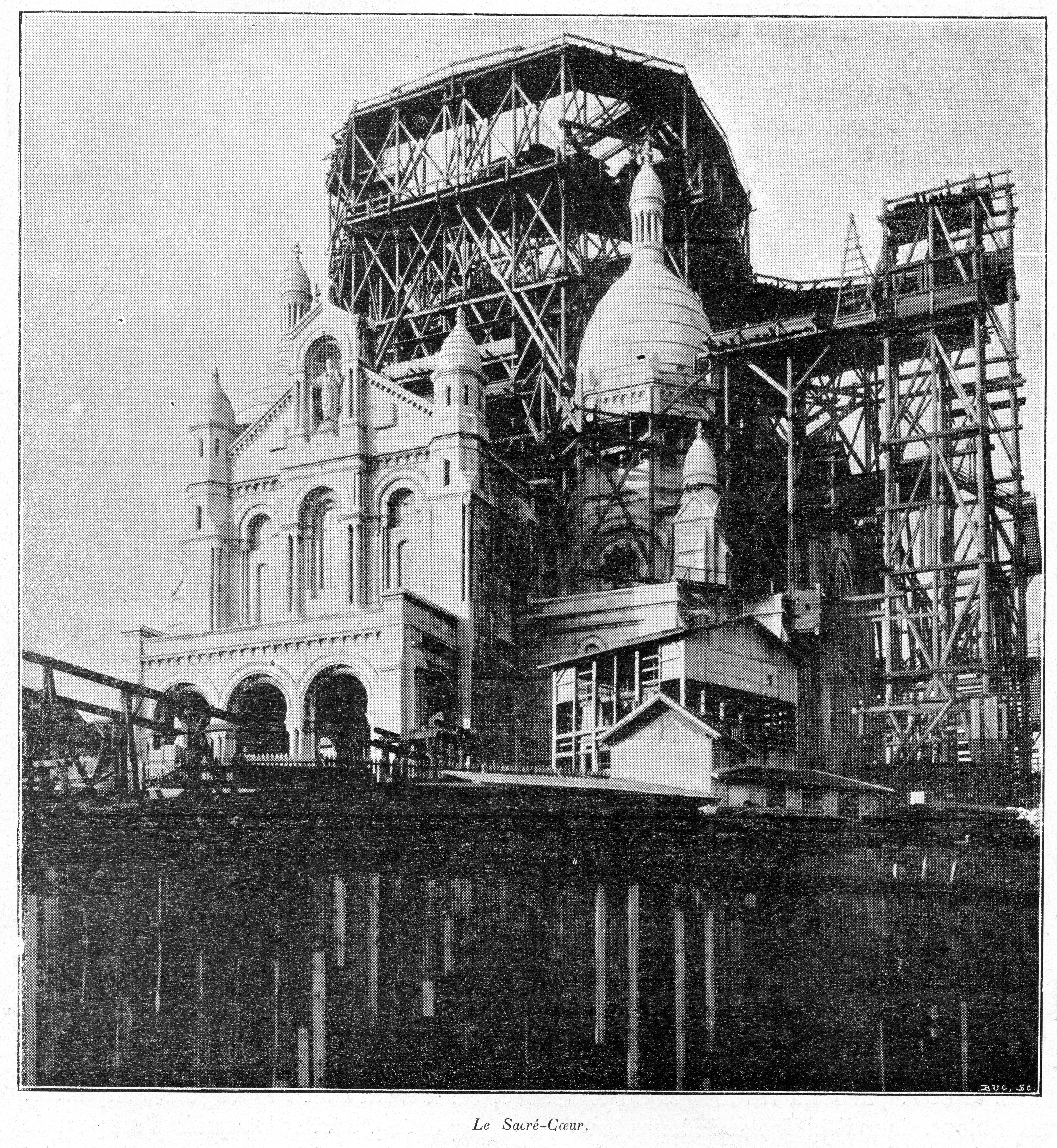
Le Sacré-Cœur.
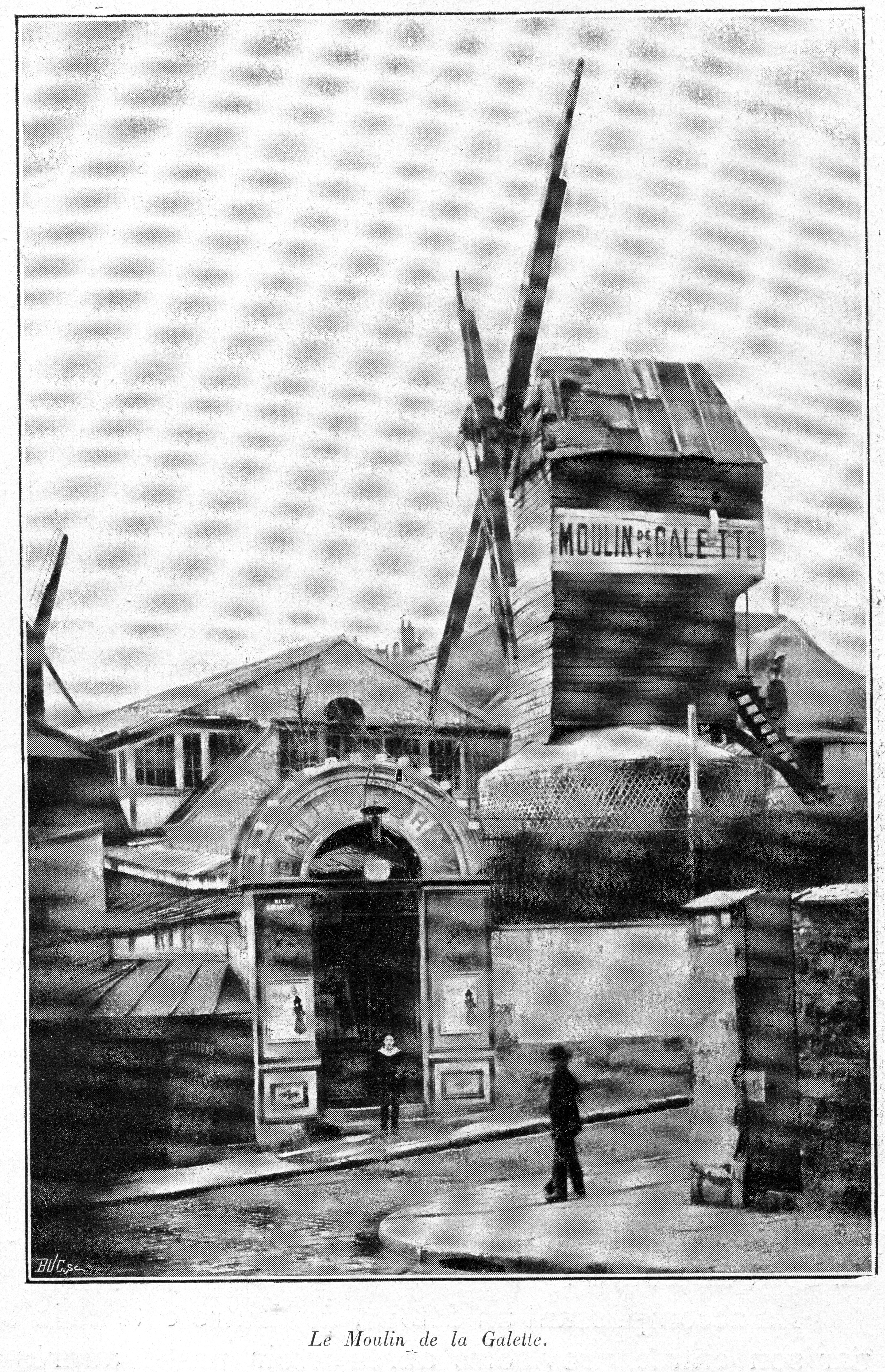
Le moulin de la Galette.
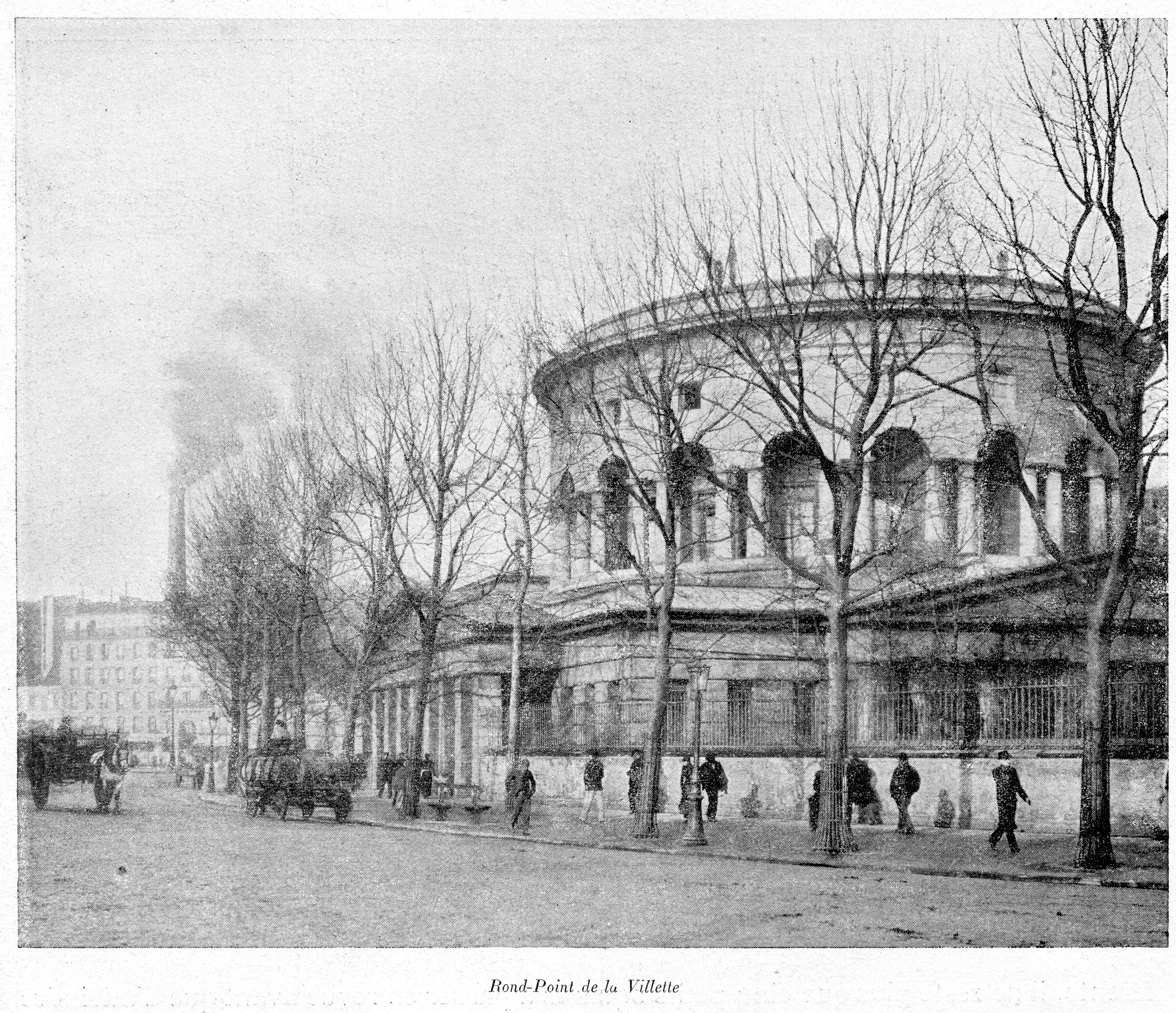
Rond-point de la Villette.

De 1898 à 1906, il est le caméraman du chirurgien Eugène Doyen pour qui il filme dans un but pédagogique une soixantaine d'opérations. À cette occasion, il travaille avec Ambroise-François Parnaland (de) (1854 - 1913), qui créera en 1907 avec Charles Jourjon (1876 - 1934) les Laboratoires Éclair.
En 1899, la société de production Association frères Lumière l'embauche comme collaborateur et technicien cinématographe pour le tournage du film Excursion automobile Paris-Meulan. Rapidement, il se lance lui-même dans la production et la réalisation de films de court métrage comme Le Duel d'Hamlet ou Cyrano de Bergerac.
Avec Henri Lioret, il développe le Phono-Cinéma-Théâtre, système pionnier du cinéma sonore, présenté lors de l'Exposition universelle de 1900. Dans ce cadre également, il travaille avec Ambroise-François Parnaland.
Clément Maurice et son épouse Émilie ont trois enfants, dont un premier fils, Léopold Maurice, deviendra également photographe et fondera en 1919 avec Félix Mesguich la société anonyme Cinéma-Tirage L. Maurice (CTM, devenue Compagnie de Travaux Mécaniques), qui se spécialisera dans le développement et le tirage des films cinématographiques, et dont un second fils, Georges Maurice, sera opérateur de cinéma et succédera en 1909 à Parnaland aux Laboratoires Éclair.

## Filmographie
Producteur
- 1900 : Le Duel d'Hamlet sorti aussi sous le titre de Hamlet
- 1900 : Jules Moy (Clément-Maurice Gratioulet)
- 1900 : Little Tich et ses Big Boots  (Clément-Maurice Gratioulet)
- 1900 : Madame Sans-Gêne
- 1900 : Mariette Sully (Clément-Maurice Gratioulet)
- 1900 : Mily Mayer (Clément-Maurice Gratioulet)

Réalisateur
- 1900 : Le Duel d'Hamlet
- 1900 : Madame Sans-Gêne
- 1900 : Roméo et Juliette
- 1900 : Cyrano de Bergerac
- 1911 : L'Inutile Sacrifice

Chef-opérateur
- 1898-1906 : Séparation des sœurs siamoises Radica et Doodika par le Docteur Doyen[6] et autres scènes scientifiques.
- 1899 : Excursion automobile Paris-Meulan produit par l'Association frères Lumière, opérateur.
- 1912 : La Dame aux camélias.